# 女医レイカ
『女医レイカ』（じょいレイカ）は、剣名舞原作、嶺岸信明作画による日本の漫画作品。『リイドコミック』（リイド社）連載、同社SPコミックスおよびリイド文庫のレーベルで発行。

## 概要
主人公は心療科（精神科と表記されていることもある）の女医・氷室レイカ。舞台は最初は「城南大学附属病院」、途中からはレイカが開業医となってマンションに開院した「氷室メンタルクリニック」となっている。
手塚治虫の漫画作品『ブラック・ジャック』のように医学の専門的なことを描いたものではなく、医師の世界を通してヒューマニズムを謳った作品である。ミステリ仕立てのエピソードも多い。女性の看護師がまだ「看護婦」と書かれている。

## 登場人物
氷室レイカ
城南大学附属病院心療科医師で本作の主人公。ニューヨーク州立病院に勤務していたことがある。常に冷静沈着。笑顔を見せず、人情味に欠ける印象のため、院内では「アイス・ドール」と呼ばれている。男性を愛せない不感症。手首に傷跡がある。
久高
城南大学附属病院の外科の医師。レイカと同じ時期にニューヨーク州立病院に勤務していた。レイカに想いを寄せている。作中で下の名前は書かれていない。女性にだらしのない性格で、病院内外問わず女性に手を出している。
一色マコト
心療科インターンの医師。明るい性格で頭も切れるが、勤務態度は悪い。レイカを尊敬している。
白鳥清美
心療科看護師。レイカを尊敬している。整形外科に元々いたため、整形した女性の顔を見極める観察眼に長けている。女流作家、家永ジュンのファン。後に心理カウンセラーを志し看護師を辞めている。
大迫幸一郎
城南大学附属病院病院長。病院の信用や評判を第一に考えているため、その妨げになる存在は排除しようとしている。レイカの腕を買っており、娘の大迫ユイの治療に際して、レイカへ相談を持ちかけている。
大迫亜希代
大迫幸一郎の妻。
大迫ユイ
大迫幸一郎、大迫亜希代の娘。拒食症にかかっていた。
大迫徳馬
城南大学附属病院名誉理事。大迫幸一郎の父親。自分がレイカの父親だと思って、レイカとレイカの母の血液型を調べてみるも、自らはレイカの父親ではないと知る。
ジョニー・ワイズマン
ニューヨーク州立大学医学部精神科教授。レイカは大学の教え子にあたり、彼女がニューヨークにいた頃に世話になった人物。
桜木安奈
城南大学附属病院の看護師。病棟のナイチンゲールと呼ばれている。白鳥清美とは看護学校の同級生。
梅原聡
城南大学附属病院に祖母が入院して桜木安奈と知り合う。のちに安奈と結婚。
鷲塚一
リイド芸能の芸能記者。レイカに芸能人の患者の取材を頼んで知り合う。レイカとギブアンドテイクで情報を交換する。酒が好き。のちに睡眠時にうなされ、目が覚めると全身を虫が這い回る幻覚が見え、レイカの診療を受ける。妻は元アイドルの鷲塚涼子で、今はひどいアルコール使用障害。
鷲塚涼子
鷲塚一の妻。5年前から別居していたが、一が久々にアパートを訪れた際に涼子もアルコール依存症になっていたことが発覚。その後、レイカのもとでアルコール依存症の治療を開始する事となる。かつて、一世を風靡したアイドルグループ「ストロベリーズ」のメンバー。
森中ミーナ
売れっ子の女性歌手。婚約者である近石邦彦にフラれたという噂があり、担当マネージャーの倉尾に「これから死ぬわ」と言い残し、自宅の風呂場で手首を切った。その後、城南大学附属病院へと救急搬送されている。過去、睡眠薬による自殺を計ったことがある。
倉尾
森中ミーナの担当マネージャーの男性。ミーナから自殺を仄めかす電話を受けて、即座に病院に連絡している。ミーナの自殺未遂が知れ渡る事によるイメージダウンを恐れており、ミーナの事はあくまでビジネスの対象と見ている。
近石邦彦
森中ミーナの婚約者だった俳優。ミーナとの婚約を一方的に破棄した。
近石耕作
映画監督で近石邦彦の父親。15年前、高速道路での交通事故により命を落とした。二度離婚をしており、妻の三原鈴江は三度目の結婚相手。
三原鈴江
近石邦彦の母親。15歳でデビューしたアイドル女優で、デビュー当時は清楚な女優であった。その後、19歳の時に近石耕作と結婚、20歳の時に邦彦を出産している。耕作の死後、芸能界から姿を消した。森中ミーナの憧れの存在でもある。
亀山警部
警視庁夢ケ丘警察署の警部。プロファイリングの知識に乏しいため、レイカを頼りにして犯人像を思い浮かべて捜査する。
早見刑事
亀山警部の部下。
鹿島小雪
森中ミーナの憧れている女優の一人。40年前に映画「邂逅」で主演を務め、その頃は三原鈴江と並び称されるほどの銀幕のスターであった。しかし、現在では見る影もなく落ちぶれている。小雪本人にはその自覚が全く無いため、落ち目の現在でも40年前の美しい自分のままであると思い込んでいる。
家永 ジュン (いえなが じゅん)
ベストセラー作品「シンデレラの誘惑」を執筆した女性作家。売れっ子作家としてテレビ番組のコメンテーターなども務めている。ベストセラーを発表後、胸が締めつけられるような症状や、理由もなく苛々する事が多くなったため、レイカのもとへと訪れた。
堂本光男
城南大学附属病院外科部長。消化器癌のベテラン医師で、国内でも指折りの権威として知られている。癌が見つかった患者には必ず告知をする。自らが癌になって、癌患者の告知による恐怖を知る事となる。
風間秀彦
臨床心理士。元々は城南大学附属病院の心療科で働いていた。レイカのことに詳しい。
氷室ユリエ
レイカの実の母親。すべての話で顔は描かれていない。癌で死んだという設定になっており、その前は城南大学附属病院の看護師。
氷室溶之介
精神科医。レイカの叔父。レイカは溶之介の影響で心療科の医師になったといっている。
四ツ柳四郎
大学で心理学を専攻して卒業した青年。年齢は23歳。レイカが開業するときに採用の面接を受けに行く。主に雑用係をしている。
鰐口房江
氷室メンタルクリニックの事務の中年女性。四ツ柳四郎と同タイミングで勤め始めている。

## ドラマ
- 1999年8月6日、フジテレビ系「金曜エンタテイメント」でドラマが放送された。主演は名取裕子。

## 舞台
舞台版『女医レイカ』

2020年3月5日〜8日、池袋シアターグリーンBASE THEATER
タイトルロールは鳳恵弥。総合演出は木村ひさし、総監修を剣名舞が務めた。脚本と演出は主演の鳳恵弥が担当している。企画・制作はACTOR'S TRIBE ZIPANG。
キャスト
- 氷室レイカ：鳳恵弥

スタッフ
- 総監修：剣名舞
- 総合演出：木村ひさし
- 脚本・演出：鳳恵弥
- メインビジュアル：嶺岸信明

舞台版『女医レイカ ～心の声がきこえますか～』

2022年5月11日～15日、池袋シアターグリーンBOX in BOX THEATER
初演からスタッフ、キャスト共に一新された。主演は半井小絵、脚本・演出は劇団虹色くれよんの小堀智仁による二度目の舞台化となる。原作者である剣名舞が総合監督を務める。企画・制作は劇団虹色くれよん。剣名舞と劇団虹色くれよん（小堀智仁）による舞台化は、舞台「ザ・シェフ」「死刑島2021」に次いで本作が3作目となる。
キャスト
- 氷室レイカ：半井小絵
- 久高：湯浅惇紀（チーム心） / 木野雄大（チーム癒）
- 一色マコト：内藤将大
- 白鳥清美：梨奈子（心） / 上野実季（癒）
- 桜木アンナ：伊藤成海
- 大迫幸一郎：あさと
- 大迫亜希代：淡路絵美
- 鳳マリア：藤井美樹
- 江本（オリジナルキャラクター）：成島幸来（心） / 本田桃花（癒）
- ソフィア（オリジナルキャラクター）：ジーナ
- 森永ミーナ：橘百花（心) / 純奈（癒）
- 近石邦彦：梅原遊
- 倉尾：櫻井太郎
- 鷲塚：神上永司（心） / 奥村元洋（癒）
- 堂本光男：江畑浩規（心） / 大塚悠介（癒）
- 堂本清彦：堤半兎（心） / 岡田ゆきのり（癒）
- 堀田：ヤタロー
- 鹿島小雪：大宙舞
- 鹿島小雪（過去）：菜月
- 津末安二郎：あさと
- 津末知也：市川将太朗
- 石原：星名風汰（心） / 古尾谷雅人（癒）
- ネネ：鈴木咲稀（心） / 武井美緒（癒）

スタッフ
- 総合監督：剣名舞
- 脚本・演出：小堀智仁
- 音響プランニング：キムラタカシ
- 照明：石塚進史
- 音響OP：鈴木悠一
- 舞台監督：和田洋一
- フライヤーデザイン：黒衣design
- 演出助手：近江美香
- 制作：小澤亜由美

主題歌
- ひづきようこ「心の声がきこえますか」